# Nati nel 1341
| Questa pagina contiene informazioni ricavate automaticamente dalle voci biografiche con l'ausilio del template Bio e di un bot. L'aggiornamento è periodico e automatico e ricostruisce completamente la pagina. Se manca una persona in questa lista, sei pregato di non aggiungerla, ma accertati piuttosto che la sua voce biografica contenga il template Bio e che i dati anagrafici siano correttamente compilati. Se il template Bio manca, inseriscilo tu stesso o, in alternativa, metti l'avviso {{tmp\|Bio}} che ne segnala la mancanza. Se i dati riportati sono sbagliati, correggi direttamente la voce biografica; le modifiche saranno visibili in questa lista entro pochi giorni. Per chiarimenti vedi il progetto biografie. La lista contiene solo le 10 persone che sono citate nell'enciclopedia e per le quali è stato implementato correttamente il template Bio. Pagina aggiornata al 2 giu 2025. |

- 4 gennaio - Wat Tyler, rivoluzionario inglese († 1381)
- 5 giugno - Edmondo Plantageneto, I duca di York, duca († 1402)
- 1º settembre - Federico IV di Sicilia, re († 1377)
- 10 novembre - Henry Percy, I conte di Northumberland, re britannico († 1408)
- Bona di Borbone, contessa († 1402)
- Antonio Calvi, cardinale e vescovo cattolico italiano († 1411)
- Giovanni II di Baviera, nobile tedesco († 1397)
- Luigi di Beaumont, principe e conte († 1372)
- Jaume de Prades i de Foix, vescovo spagnolo († 1396)
- Jean de Vienne, cavaliere medievale, ammiraglio e generale francese († 1396)